# Alamo (Georgie)
Alamo je město v Wheeler County v Georgii v USA. V roce 2011 žilo v Alamu 3139 obyvatel. Alamo je hlavním městem okresu Wheeler. Alamo bylo založeno v roce 1909, soudní budova byla postavena v 1913 a je v národním registru historických míst. V roce 1919 bylo vystavěno divadlo „Lamplighter Little Theatre“.

## Demografie
Podle sčítání lidí v roce 2000, žilo ve městě 1943 obyvatel, 365 domácností, a 225 rodin. V roce 2000 žilo ve městě 2605 mužů (61,6%), a 534 žen (17%). Průměrný věk obyvatele je 35 let.